# Sinagoga centrale di New York
Lo sinagoga centrale di New York è una sinagoga ottocentesca in stile neomoresco che si trova a New York al 652 di Lexington Avenue all'angolo con la East 55th Street.

## La storia
Nel 1870 la congregazione Ahawath Chesed formatasi nella prima metà dell'Ottocento a New York da ebrei tedeschi decise di dar vita ad una sinagoga monumentale per i propri membri. La costruzione del nuovo tempio sulla centrale Lexington Avenue era un'affermazione pubblica del proprio prestigio e una realizzazione delle nuove idee in campo liturgico e di integrazione sociale. La progettazione della sinagoga fu affidata all'architetto Henry Fernbach, uno dei primi architetti ebrei a raggiungere la notorietà a New York.
Completata nel 1873 è una delle più antiche e importanti sinagoghe degli Stati Uniti e, come riconoscimento del suo valore storico e artistico, dal 1966 la sinagoga è designata come New York City Landmark e dal 1975 come National Historic Landmark.
Il 28 agosto del 1998 l'interno della sinagoga fu danneggiato da un incendio accidentalmente sviluppatosi durante lavori di ristrutturazione. Il tetto non resse alla furia delle fiamme, che provocarono la caduta delle travi di sostegno. Il coro e l'organo andarono completamente perduti e furono necessari tre anni di lavori per riparare i danni, sicché il tempio potesse essere riaperto al culto il 9 settembre 2001.
Dal 1873 ad oggi, l'edificio è tuttora in uso come uno dei centri dell'ebraismo riformato americano e, se la sinagoga Ansche Chesed / Angel Orensanz Center è il più antico edificio sinagogale ancora esistente a New York, la sinagoga centrale è quella con la maggior anzianità d'ininterrotto servizio.

## L'architettura
Henry Fernbach ideò un grandioso edificio in stile neomoresco, sul modello delle grandi sinagoghe riformate europee, in particolare lo Leopoldstädter Tempel, la Grande Sinagoga di Budapest e la sinagoga nuova di Berlino. Si trattava di una novità assoluta per New York, anche se già la sinagoga Isaac M. Wise di Cincinnati aveva offerto nel 1866 un precedente importante per le congregazioni riformate americane.
Fernbach diede a New York una sinagoga, la cui magnificenza non era seconda a nessuno ma la cui forma esteriore e i dettagli erano in netto contrasto con la maggior parte delle altre strutture religiose della città. La facciata tripartita della sinagoga centrale è scandita da due torri sormontate da cupolette sferiche in rame dorato. Fasce orizzontali di pietra in toni contrastanti ed archi in pietra moreschi contribuiscono ad identificare l'edificio come una presenza distintiva accanto agli edifici circostanti.
L'interno è a pianta basilicale con un'alta navata centrale e due navate laterali, su cui poggiano le gallerie e un pergamo. Lo spazio è suddiviso in sei campate da dieci colonne di ghisa. Il bimah conserva l'arca originale, che è riccamente intagliato e intarsiato con motivi traforati evidenziati in oro sormontato da cupole a cipolla rifinite in blu celeste con stelle dorate. Sopra la cupola centrale è la stella di Davide anch'essa di color oro.
Come in tutte le sinagoghe riformate un posto centrale è dato al grande organo a canne usato per la liturgia e per concerti.

## Galleria d'immagini

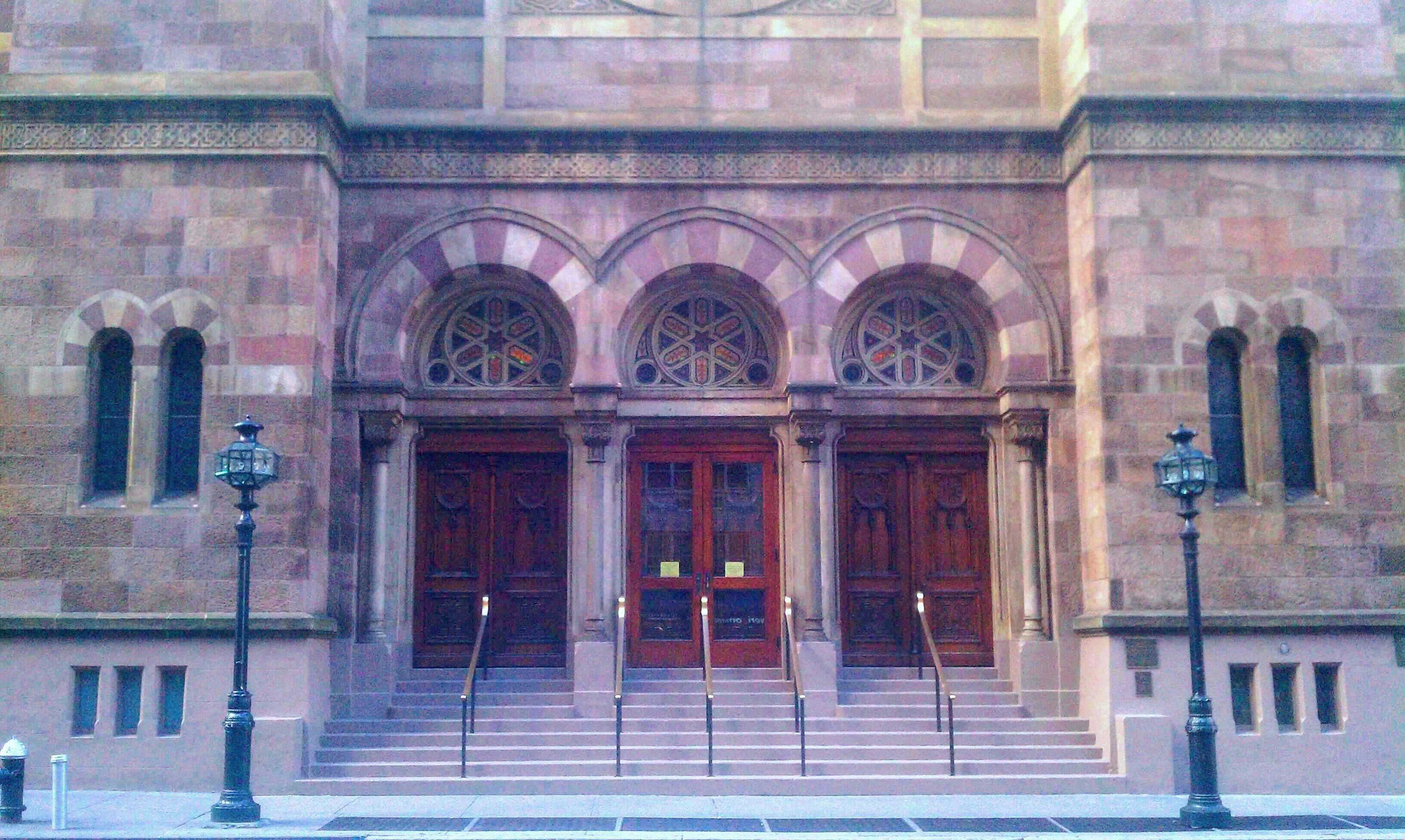
L'ingresso su Lexington Avenue
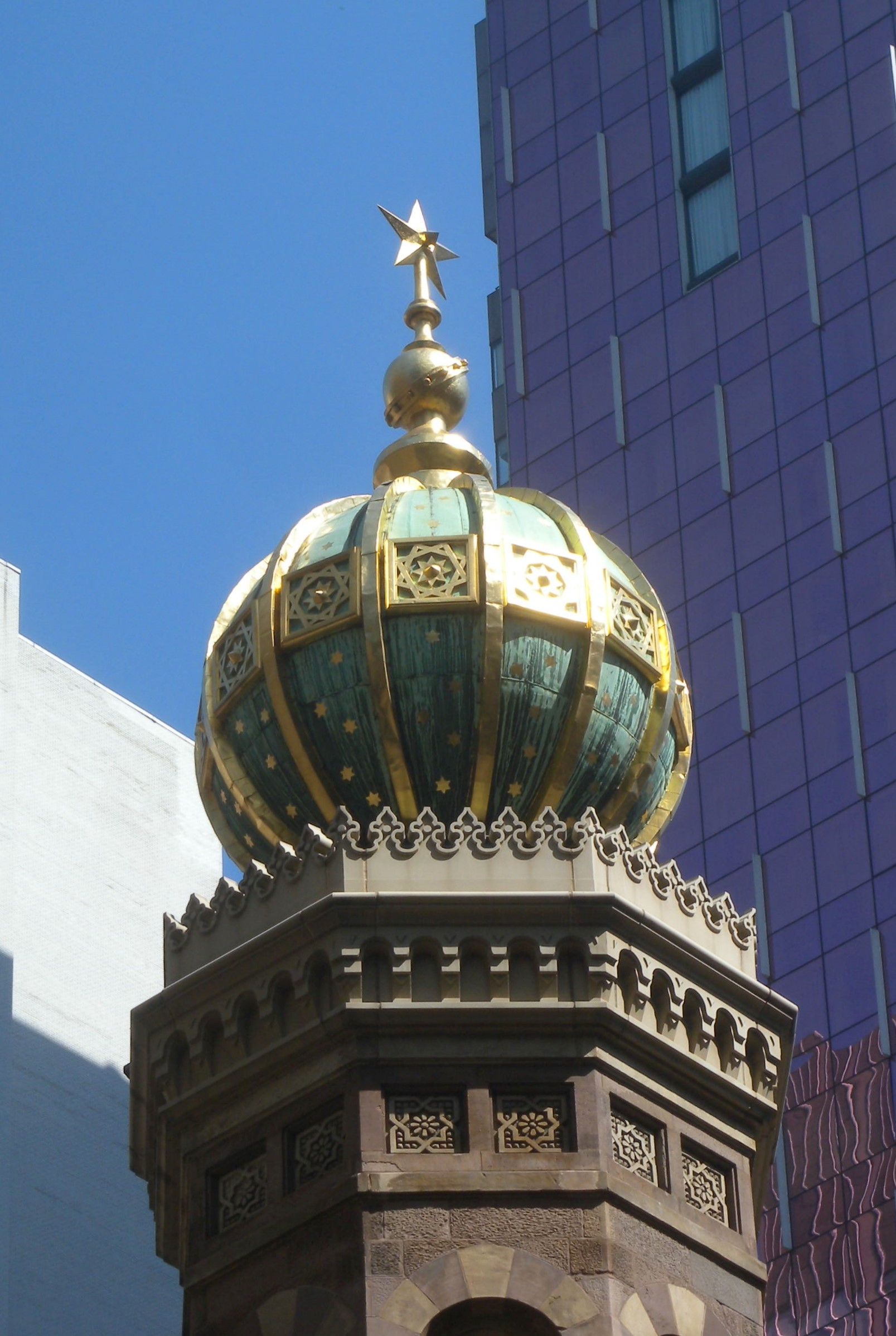
Una delle cupolette della facciata
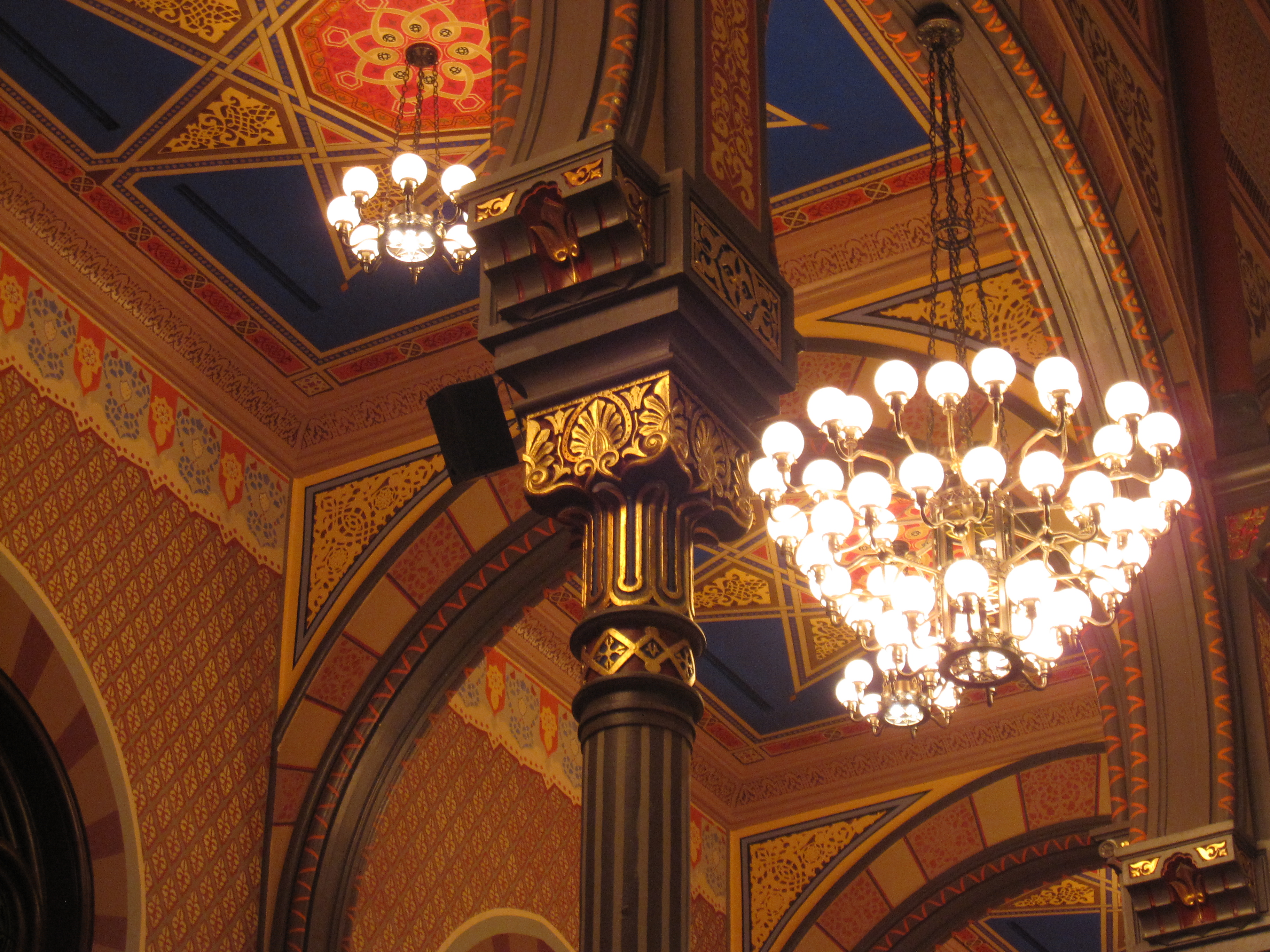
La decorazione delle colonne e delle arcate
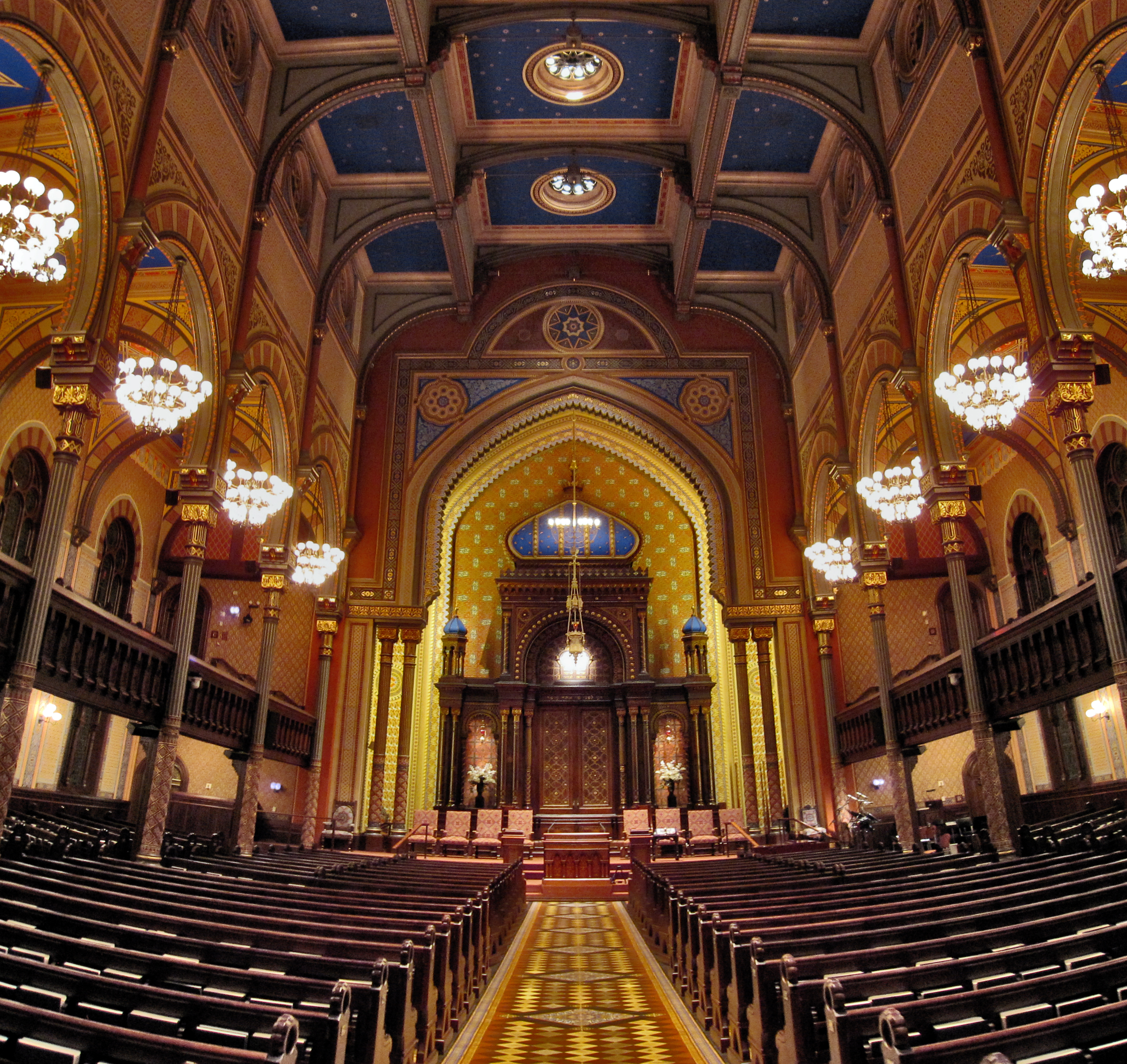
L'interno del tempio